# Albena

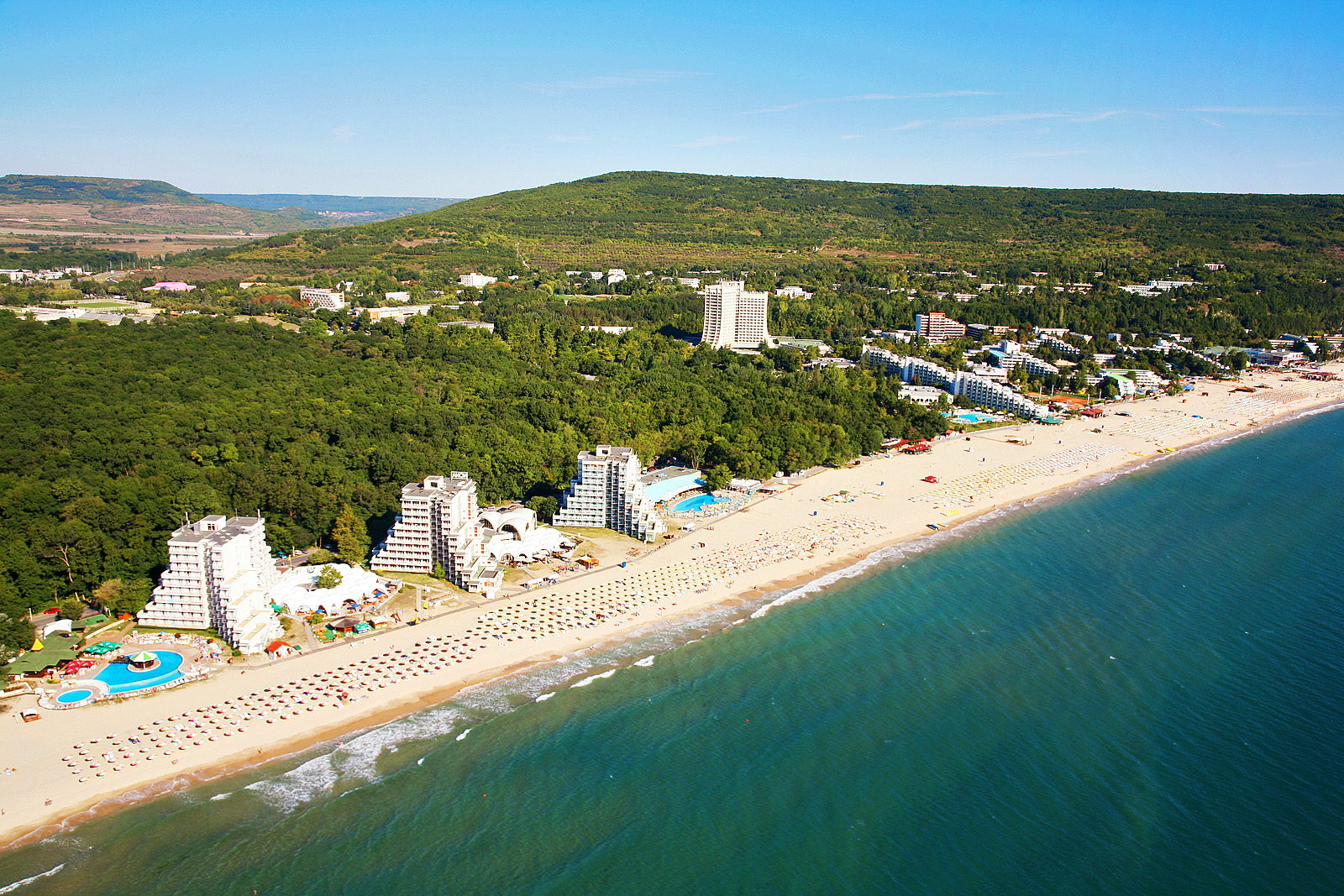
Het vakantieresort Albena in de zomer

Albena (Bulgaars: Албена) is een vakantieresort aan de Bulgaarse Zwarte Zeekust. De plaats bevindt zich in de gemeente Baltsjik in de oblast Dobritsj en wordt sinds 2005 als een officiële nederzetting erkend door het Nationaal Statistisch Instituut van Bulgarije.
Het resort werd in 1967 geopend door de Bulgaarse communistische topfunctionarissen van de Volksrepubliek Bulgarije, waaronder Georgi Trajkov en Todor Zjivkov. Het resort is vernoemd naar een vrouwelijk personage uit een verhaal van de Bulgaarse schrijver Jordan Jovkov (1880-1937). 
Het Albena-eiland op het Brabanteiland op de Palmerarchipel, Antarctica, is in 2009 vernoemd naar deze plaats.

## Afbeeldingen

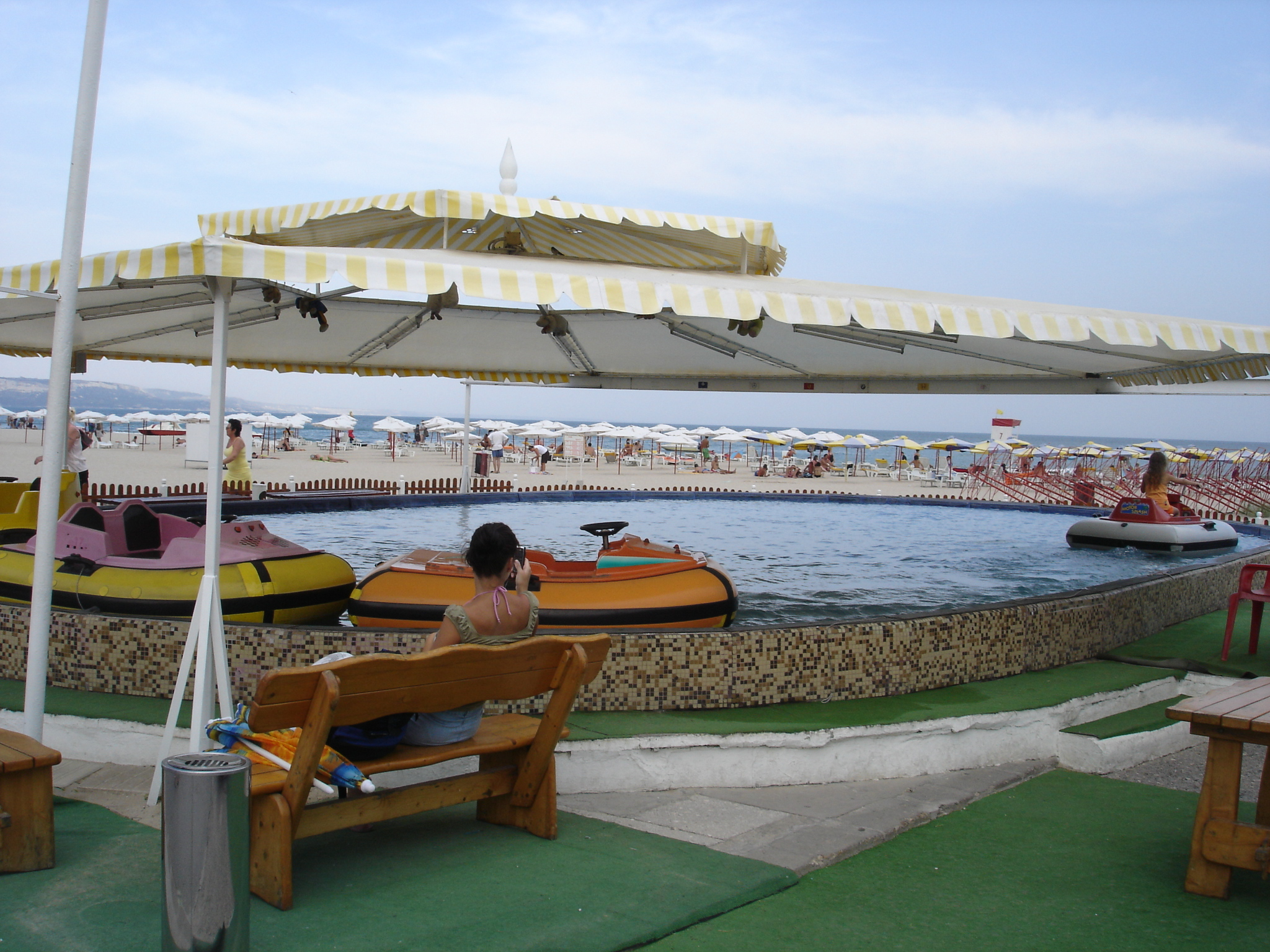
Het strand
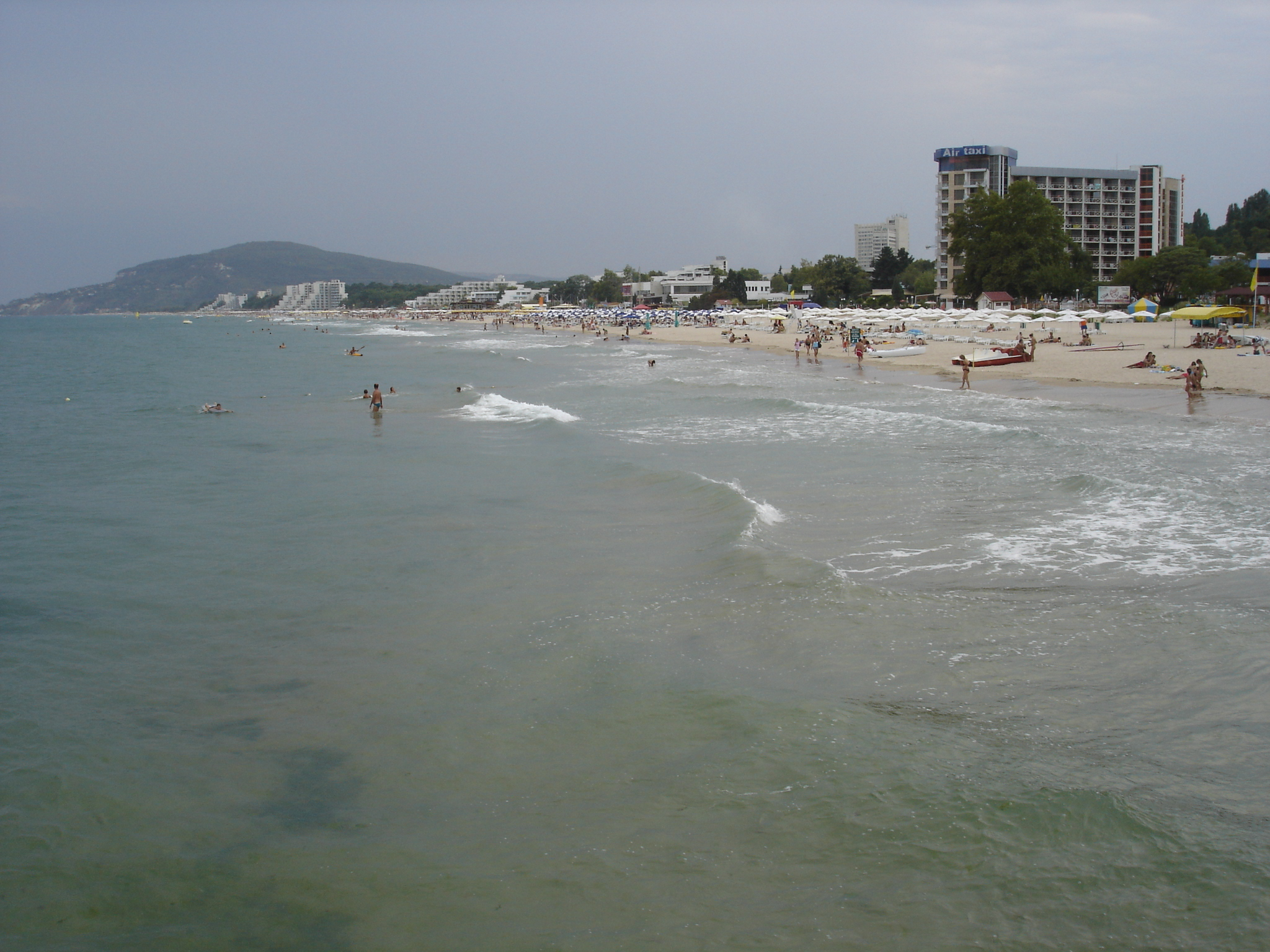
Het uitzicht
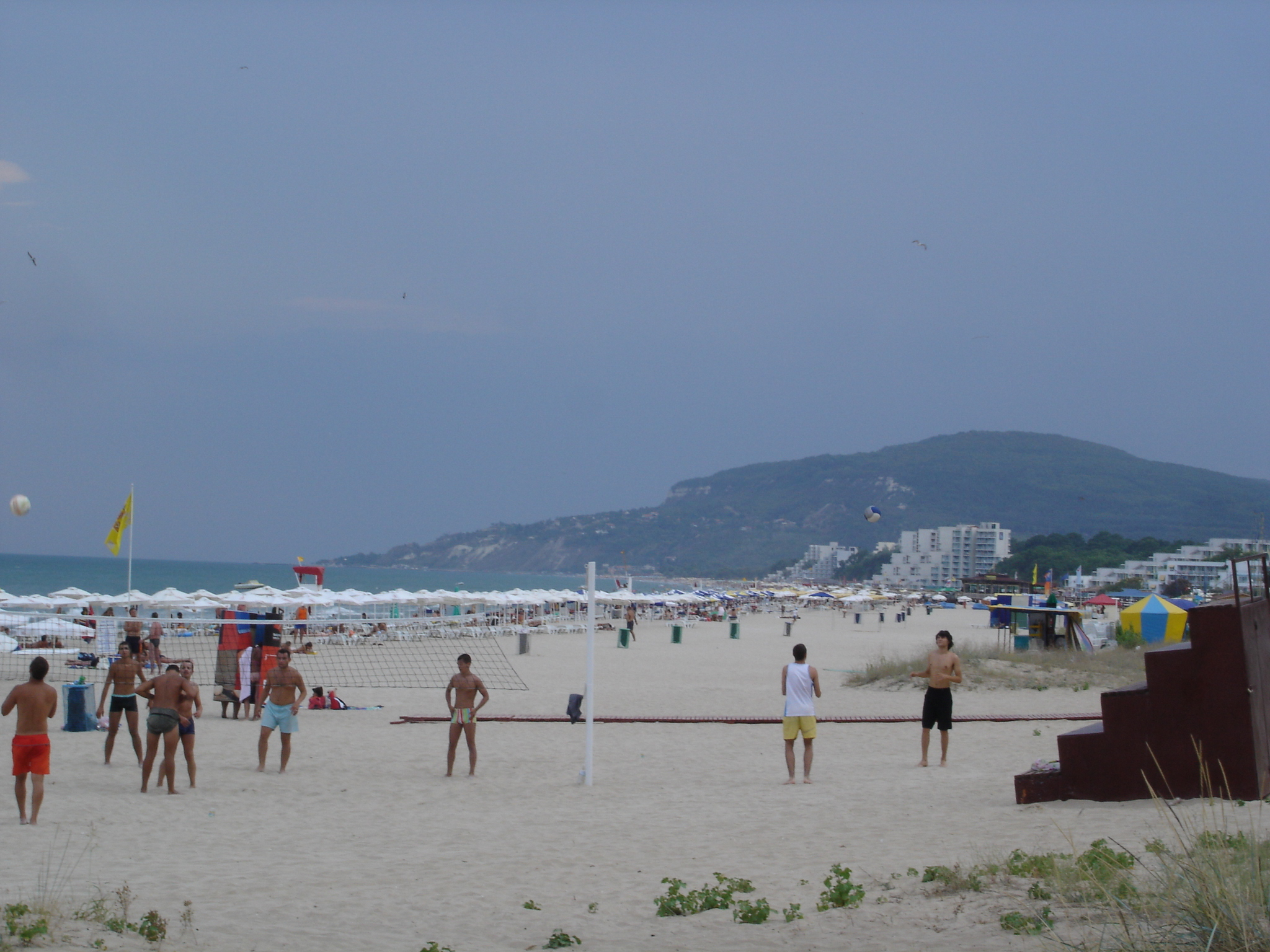
Het strand
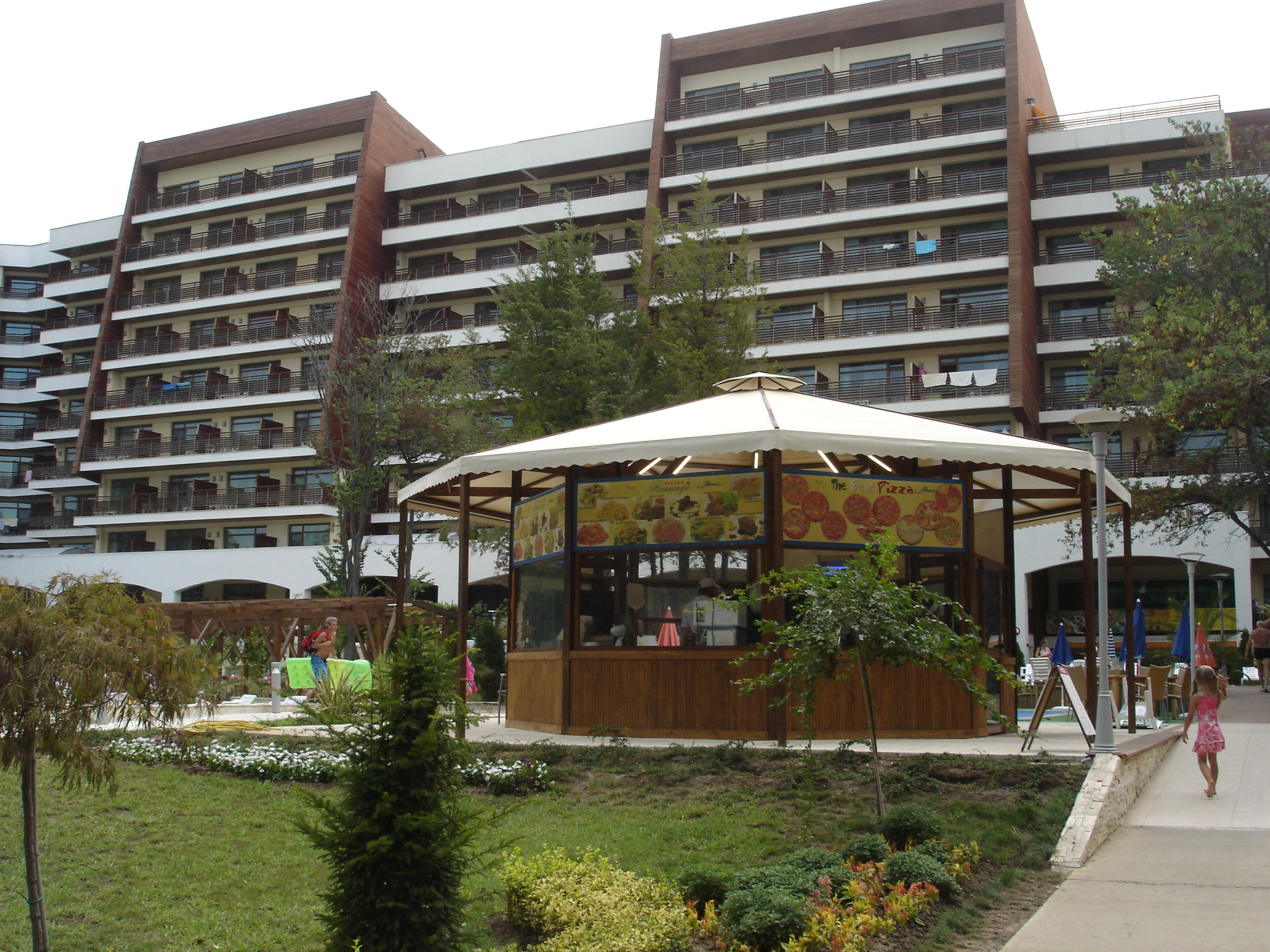
Een hotel